# Totale Faktorproduktivität
Die totale Faktorproduktivität (englisch total factor productivity, TFP) ist in der Volkswirtschaftslehre eine volkswirtschaftliche Kennzahl, welche die Produktivität sämtlicher Produktionsfaktoren unter Berücksichtigung des technischen Fortschritts wiedergibt.

## Allgemeines
Die totale Faktorproduktivität berücksichtigt das Zusammenwirken aller Produktionsfaktoren. Sie zeigt das Verhältnis der Ausbringung zu allen eingesetzten Produktionsfaktoren an und gibt bei der Analyse des Wirtschaftswachstums Auskunft darüber, inwieweit technischer Fortschritt eine höhere Ausbringung bei gleichem Faktoreinsatz ermöglicht. Bei der Berechnung wird eine konstant bleibende Kapazitätsauslastung unterstellt. Beim Wirtschaftswachstum wird die Faktorproduktivität aller Produktionsfaktoren (Arbeit: Arbeitsproduktivität, Boden: Bodenproduktivität, Kapital: Kapitalproduktivität) um das Solow-Residuum ergänzt, um zur totalen Faktorproduktivität zu gelangen. Dabei wird der Boden ausgeklammert.

## Ermittlung
Formal setzt sich die totale Faktorproduktivität {\displaystyle TFP} aus Arbeitsproduktivität ({\displaystyle AP}), Bodenproduktivität ({\displaystyle BP}) und Kapitalproduktivität ({\displaystyle KP}) zusammen:
{\displaystyle TFP=AP+BP+KP}.
Die totale Faktorproduktivität ergibt sich aus der Gegenüberstellung der Ausbringungsmenge {\displaystyle Am} und sämtlicher Faktorkosten {\displaystyle FK}.
{\displaystyle TFP={\frac {Am}{FK}}}.
Die Produktionsfunktion berücksichtigt nun bei der totalen Faktorproduktivität das vorhandene Technologieniveau {\displaystyle T}, so dass sich die Ausbringung (englisch output) nicht nur wegen einer Vermehrung von Arbeit ({\displaystyle L}) und Kapital ({\displaystyle K}), sondern auch wegen einer Verbesserung der Technologie erhöht:
{\displaystyle Y=TF(K,L)}.
Erhöht sich die Ausbringung, ohne dass dies auf eine erhöhte Arbeitsleistung oder höheren Kapitaleinsatz zurückzuführen ist, so wird die Erhöhung der Ausbringung durch technischen Fortschritt verursacht.

## Solow-Residuum
Das nach Robert Solow benannte Solow-Residuum ist die Differenz zwischen dem Produktionswachstum und dem Anteil, der dem Wachstum von Arbeit und Kapital zugerechnet wird. Das Solow-Residuum {\displaystyle SR} ist gleich dem Anteil der Arbeit {\displaystyle L} und des Kapitals {\displaystyle K} mal der Rate des technischen Fortschritts {\displaystyle TF}:
{\displaystyle SR=L\cdot K\cdot TF}.
Das Solow-Residuum ist demgemäß Null, wenn es keinen technischen Fortschritt gibt. Das Wirtschaftswachstum (also das Wachstum der gesamtwirtschaftlichen Ausbringung {\displaystyle Y}) wird als Summe der Wachstumsbeiträge des Faktors Arbeit ({\displaystyle L}) und Kapital ({\displaystyle K}) sowie eines verbleibenden Rests, dem Solow-Residuum ({\displaystyle SR}), begriffen:
{\displaystyle Y=SR\cdot L\cdot K}.
Folglich ist das Solow-Residuum mit dem technischen Fortschritt identisch, es gilt:
{\displaystyle SR=TF}.
Da der technische Fortschritt als solcher nicht direkt messbar ist, muss er über die messbaren Größen Arbeits- und Kapitalproduktivität indirekt ermittelt werden. Messbare Daten sind die Wachstumsraten des Arbeitseinsatzes ({\displaystyle {\frac {\delta A}{\delta A}}}) und des Kapitaleinsatzes ({\displaystyle {\frac {\delta A}{\delta K}}}), so dass sich durch Umstellung der technische Fortschritt ({\displaystyle {\frac {\delta K}{\delta TF}}}) isolieren lässt.

## Wachstumsmodell
Mit Hilfe der Wachstumsbuchhaltung kann das Wirtschaftswachstum, d. h. das Wachstum des gesamtwirtschaftlichen Outputs {\displaystyle Y}, auf die Wachstumsbeiträge der verschiedenen Produktionsfaktoren aufgeteilt werden. Im Solow-Modell sind dies Arbeit {\displaystyle A}, Kapital {\displaystyle K} und ein verbleibender Rest, das Solow-Residuum. Dieser Rest wird als totale Faktorproduktivität bezeichnet und kann als Maß für den technischen Fortschritt angesehen werden.
Mathematisch wird das totale Differential einer Cobb-Douglas-Produktionsfunktion mit konstanten Skalenerträgen gebildet (dass eine solche Produktionsfunktion vorliegt, ist eine Annahme) und dann nach der Zeit abgeleitet. Nach Division mit {\displaystyle Y} erhält man als Ergebnis die Wachstumsrate des Outputs  {\displaystyle Y} als die Summe der Wachstumsraten der Produktionsfaktoren Arbeit {\displaystyle A} und Kapital {\displaystyle K}, jeweils gewichtet mit den Grenzproduktivitäten von {\displaystyle A} und {\displaystyle K} (also den partiellen Ableitungen von {\displaystyle Y} nach {\displaystyle A} bzw. {\displaystyle K}). Unter der Annahme vollkommener Konkurrenz auf den Güter- und Faktormärkten entsprechen diese Grenzproduktivitäten den Einkommensanteilen der Produktionsfaktoren {\displaystyle A} und {\displaystyle K}, die sich zu 1 (d. h. 100 %) summieren.
Beobachtbar sind (im Prinzip) die Wachstumsraten von {\displaystyle Y}, {\displaystyle A} und {\displaystyle K} und die Einkommensanteile der Produktionsfaktoren Arbeit und Kapital. Die Solow-Wachstumszerlegung kann also empirisch überprüft werden. Normalerweise ist festzustellen, dass die Summe der Produktionsfaktorenwachstumsraten gewichtet mit den Einkommensanteilen der Produktionsfaktoren eine Outputwachstumsrate ergibt, die kleiner als die beobachtete ist. Die Differenz ist die empirisch ermittelte totale Faktorproduktivität, die als ein Maß für den technischen Fortschritt verstanden werden kann.

## Mathematische Darstellung
Die Cobb-Douglas-Produktionsfunktion mit konstanten Skalenerträgen lautet:
{\displaystyle Y=c\cdot K^{a}\cdot A^{1-a}}
Logarithmieren:
{\displaystyle \log Y=\log c+a\cdot \log K+(1-a)\cdot \log A}.
Nach der Zeit abgeleitet unter der Berücksichtigung, dass
{\displaystyle {\frac {\mathrm {d} \log Y}{\mathrm {d} Y}}={{\dot {Y}} \over Y}={\hat {Y}}},
erhält man die Solow-Wachstumszerlegung:
{\displaystyle {{\dot {Y}} \over Y}=a\cdot {{\dot {K}} \over K}+(1-a)\cdot {{\dot {A}} \over A}}.
Die Wachstumsrate von {\displaystyle Y} ist also die gewichtete Summe der Wachstumsraten von {\displaystyle A} und {\displaystyle K}A Wenn die tatsächlichen Wachstumsraten beobachtet vorliegen und wenn {\displaystyle a} als Einkommensanteil von {\displaystyle K} bzw. ({\displaystyle 1-a}) als der Einkommensanteil von {\displaystyle A} ebenfalls bekannt ist, kann diese Gleichung überprüft werden. Sie stimmt in der Regel nicht, sondern es gilt:
{\displaystyle {{\dot {Y}} \over Y}=a\cdot {{\dot {K}} \over K}+(1-a)\cdot {{\dot {A}} \over A}+{\text{ TFP}}},
wobei {\displaystyle TFP} die totale Faktorproduktivität ist.

## Betriebswirtschaftslehre
In der Betriebswirtschaftslehre wird der technische Fortschritt beim Unternehmenswachstum ausgeklammert. Bei einem Mehrproduktunternehmen müssen zur Erfassung seiner Gesamtproduktivität alle Inputs ins Verhältnis zu allen Outputs gesetzt werden.

## TFP als Erklärung für dasAsiatische Wunder
Die Wachstumstheorie gliedert Wachstum in Faktorakkumulation und Veränderungen der TFP. Das reale Pro-Kopf-Einkommen in den Tigerstaaten ( Hongkong,  Singapur,  Südkorea und  Taiwan) zwischen 1966 und 1990 wuchs jährlich um mehr als 7 % verglichen mit weniger als 2 % in den westlichen Industriestaaten. Um dieses enorme Wachstum der Tigerstaaten zu erklären, argumentieren die Weltbank (1993) und andere mit Hilfe von Schätzungen der TFP. Sie kommen zu dem Schluss, dass ein nicht unerheblicher Teil des asiatischen Wachstums auf der erfolgreichen Assimilierung westlicher Technologien basiert und die weitergehende technische Diffusion als potentielle Chance für andere Entwicklungsländer genutzt werden kann (= Anstieg der TFP).
Die Sichtweise zu den asiatischen Tigerstaaten wurde von Young und anderen in verschiedenen empirischen und theoretischen Arbeiten in Frage gestellt. Einige Autoren führen dieses Wachstum darauf zurück, dass die Tigerstaaten westliche Technologien imitiert hätten, womit ein ungewöhnlich hoher Anstieg der totalen Faktorproduktivität verbunden sein müsste. Das war jedoch nicht der Fall. Vielmehr war das Wachstum auf einen Anstieg von Erwerbstätigkeit, Kapitalstock und Bildungsniveau zurückzuführen; in keinem der Tigerstaaten war ein ungewöhnlich hoher Anstieg der totalen Faktorproduktivität zu beobachten.
Kernpunkte der Kritik sind die theoretische Konstruktion der TFP und deren empirische Messung. Kim/Lau/Young erzielten deutlich abweichende Ergebnisse mit der Schlussfolgerung, dass das asiatische Wirtschaftswachstum rein auf Faktorakkumulation zurückzuführen ist. TFP-Wachstum sei für Asien nicht signifikant. Paul Krugman fügte der Diskussion eine weitere historische Komponente hinzu. Er zieht Parallelen zwischen dem wirtschaftlichen Aufstieg der Tigerstaaten mit dem Aufstieg der Sowjetunion. Er warnte vor der Angst, die Tigerstaaten könnten durch ihren Aufstieg den Wohlstand in den Industrieländern gefährden und prognostizierte aufgrund der Natur ihres Wirtschaftswachstums einen baldigen Rückgang des Wachstums. Seit Ende der 1990er Jahre scheint die Diskussion zu ruhen. Young/Kim/Lau haben sich offenbar mit ihrer Kritik durchgesetzt, obwohl auch sie keinen „Sieg“ erringen konnten. Das Konstrukt der TFP und der makroökonomischen Basis werden zunehmend durch andere, eher mikroökonomische Ansätze ersetzt.
Robert U. Ayres und Reiner Kümmel haben durch Zeitreihenanalysen an volkswirtschaftlichen Statistiken und Energieverbräuchen nachgewiesen, dass das Solow-Residuum als totale Faktorproduktivität sehr gut durch den Energieeinsatz einer Volkswirtschaft erklärt werden kann. Somit ist der „technische Fortschritt“ die Fähigkeit durch Arbeit Primärenergie aufzunehmen und diese effizient in Nutzenergien umzuwandeln, um damit volkswirtschaftliche Produktionsprozesse anzutreiben.

## Wirtschaftliche Aspekte
Ein technischer Fortschritt kann entweder an einen bestimmten Produktionsfaktor gebunden sein (etwa Werkzeuge beim Faktor Arbeit) oder als faktorunabhängiger Anstieg des Niveauparameters in der Produktionsfunktion modelliert werden. Im letzteren Fall wird vom Anstieg der totalen Faktorproduktivität, die das Solow-Residuum enthält, gesprochen. Empirisch ist die totale Faktorproduktivität in jüngerer Zeit die wichtigste Determinante des Wirtschaftswachstums in Deutschland gewesen, während der Faktoreinsatz selbst nur wenig zugenommen bzw. – im Falle des Arbeitsvolumens – teilweise sogar abgenommen hat. Solow untersuchte zwischen 1909 und 1949 die Verhältnisse in den USA und konnte empirisch nachweisen, dass das dortige Wirtschaftswachstum überwiegend dem technischen Fortschritt zu verdanken war und Arbeit und Kapital nur für den geringfügigen Rest.